# Conchylia canescens
Conchylia canescens är en fjärilsart som beskrevs av Louis Beethoven Prout 1925. Conchylia canescens ingår i släktet Conchylia och familjen mätare. Inga underarter finns listade i Catalogue of Life.